# جيراردو الكانتارا
جيراردو الكانتارا (بالإسبانية: Gerardo Alcántara)‏ هو لاعب كرة قدم مكسيكي، ولد في 4 فبراير 1980 في مدينة مكسيكو في المكسيك. لعب مع Lobos BUAP ‏.